# Toutous et matous
Toutous et matous est un album de bande dessinée humoristique de Frank Margerin et autres auteurs, paru en 1990.